# Carl Ignatius Bartholomeus Megelin
Carl Ignatius Bartholomeus Megelin, född 6 oktober 1763 i Warszawa, död 12 juni 1836 i Stockholm. Han var kurfurstlig kammarmusikus i Sachsen när han besökte Stockholm första gången 1778 och gav konsert. Han var cellist, medlem i Kungliga Hovkapellet 1786-1833.

## Biografi
Carl Ignatius Bartholomeus Megelin föddes 6 oktober 1763. Han var kurfurstlig kammarmusikus i Sachsen. Megelin besökte Stockholm första gången 1778 och gav då en konsert. Han anställdes den 24 oktober 1784 som cellist vid Kungliga hovkapellet i Stockholm. Megelin gifte sig 13 april 1788 med figurantskan Regina Elisabeth Hyphoff (1767–1851). Den 1 juli 1833 slutade han som cellist vid Hovkapellet. Megelin avled 12 juni 1836.
Megelin uppträdde på många egna konserter i Stockholm.

## Verk
- Konsert för cello. Uppförd april 1789.[3]
- Tema ur Zemir och Azor med variationer för cello. Uppförd mars 1823 i Uppsala.[3]